# Табаївка (Чернігівський район)
Таба́ївка — село в Україні, у Новобілоуській сільській громаді Чернігівського району Чернігівської області. Населення становить 137 осіб. До 2020 орган місцевого самоврядування — Довжицька сільська рада.
При усті р. Свишня навпроти с. Рогощі. 

## Історія
Відомо село з 1471 р. В польські часи володів Іван Ножовник. На початку 18 ст.- 7 дворів. У 1726 р. у Внучках і Табаївці 41 двір маєтності гетьмана і 2 шинки. У Михайла Стороженка — 24 хати. За переписом 1897 р.-334 жителі, 48 дворів, земська школа. У 1924 р.- 45 дворів і 250 жителів. Проживає 108 жителів.
12 червня 2020 року, відповідно до розпорядження Кабінету Міністрів України № 730-р від «Про визначення адміністративних центрів та затвердження територій територіальних громад Чернігівської області», село увійшло до складу Новобілоуської сільської громади.
19 липня 2020 року, в результаті адміністративно-територіальної реформи та ліквідації колишнього Чернігівського району, село увійшло до складу новоутвореного Чернігівського району.
Урочища — Чанторей Перший і Другий, Волотуха .

## Галерея

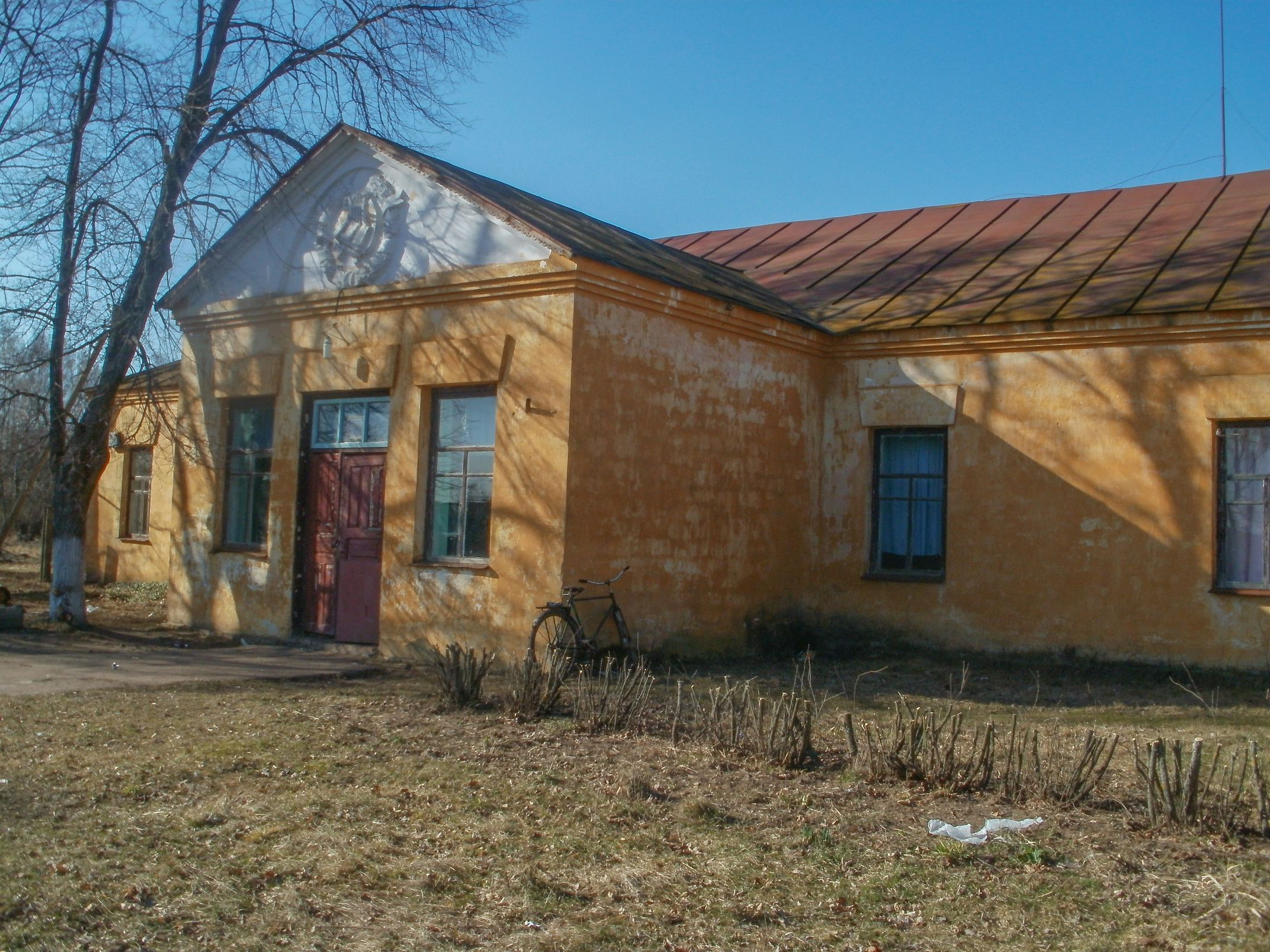
Клуб
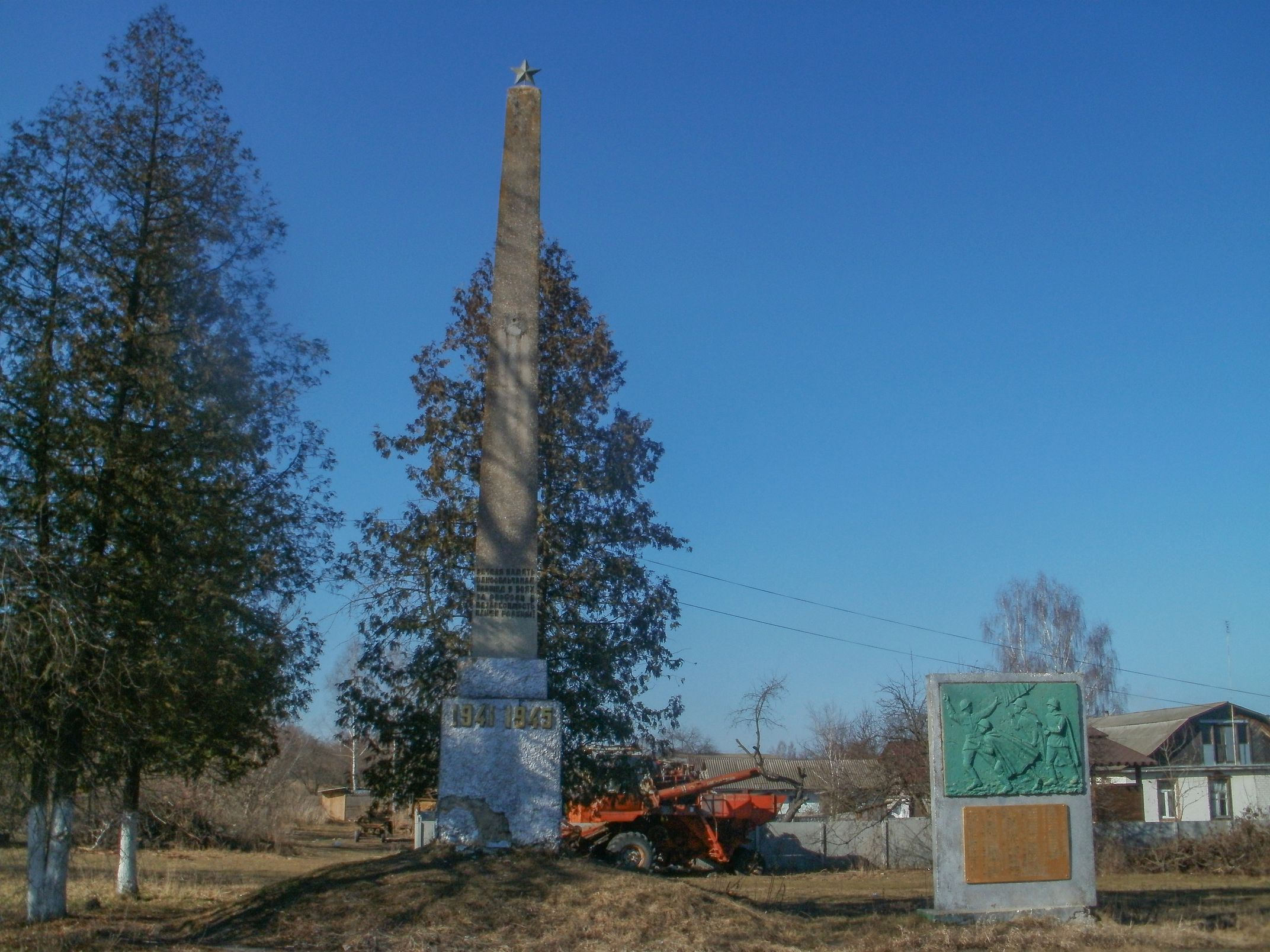
Пам'ятник
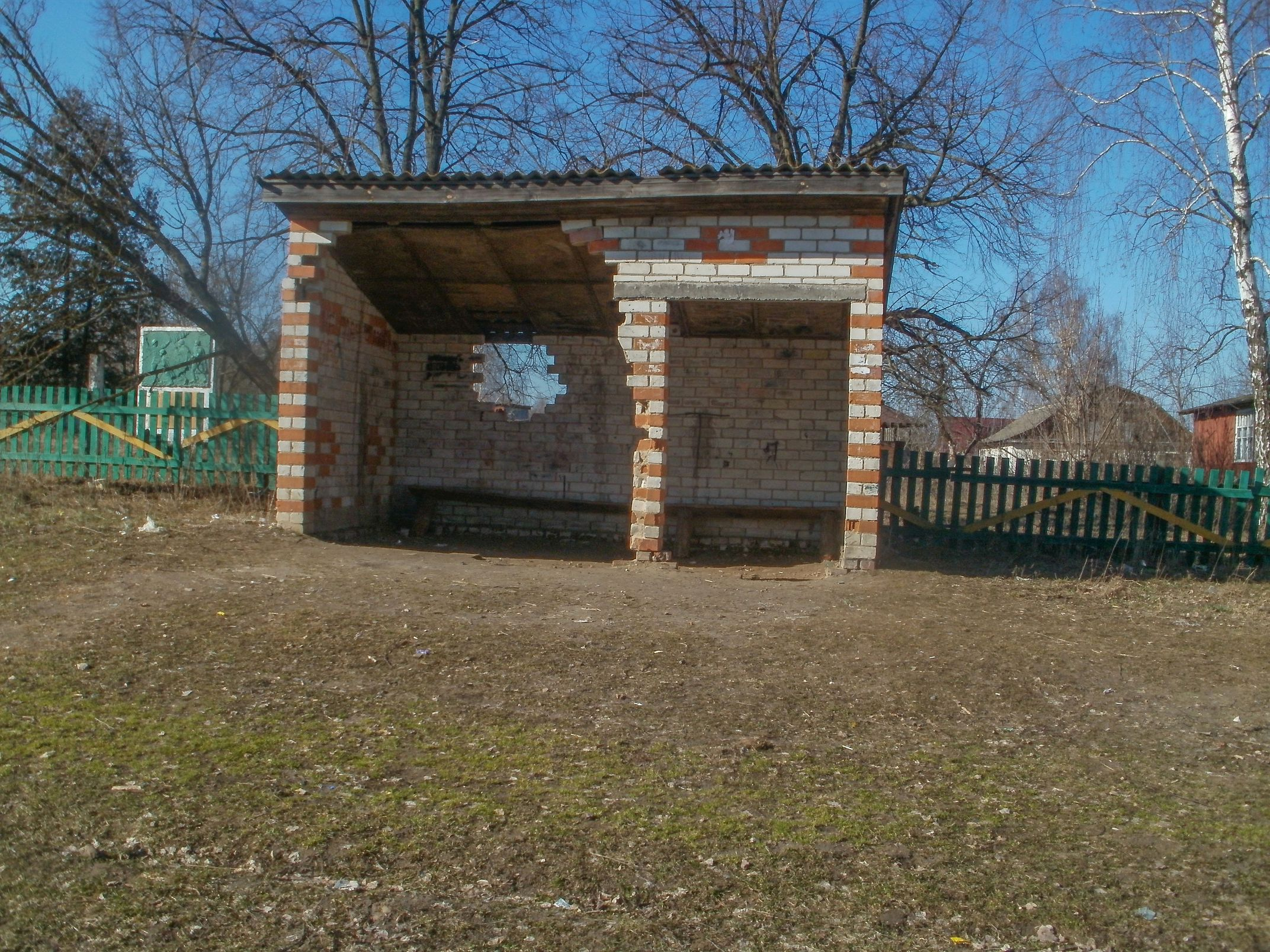
зупинка
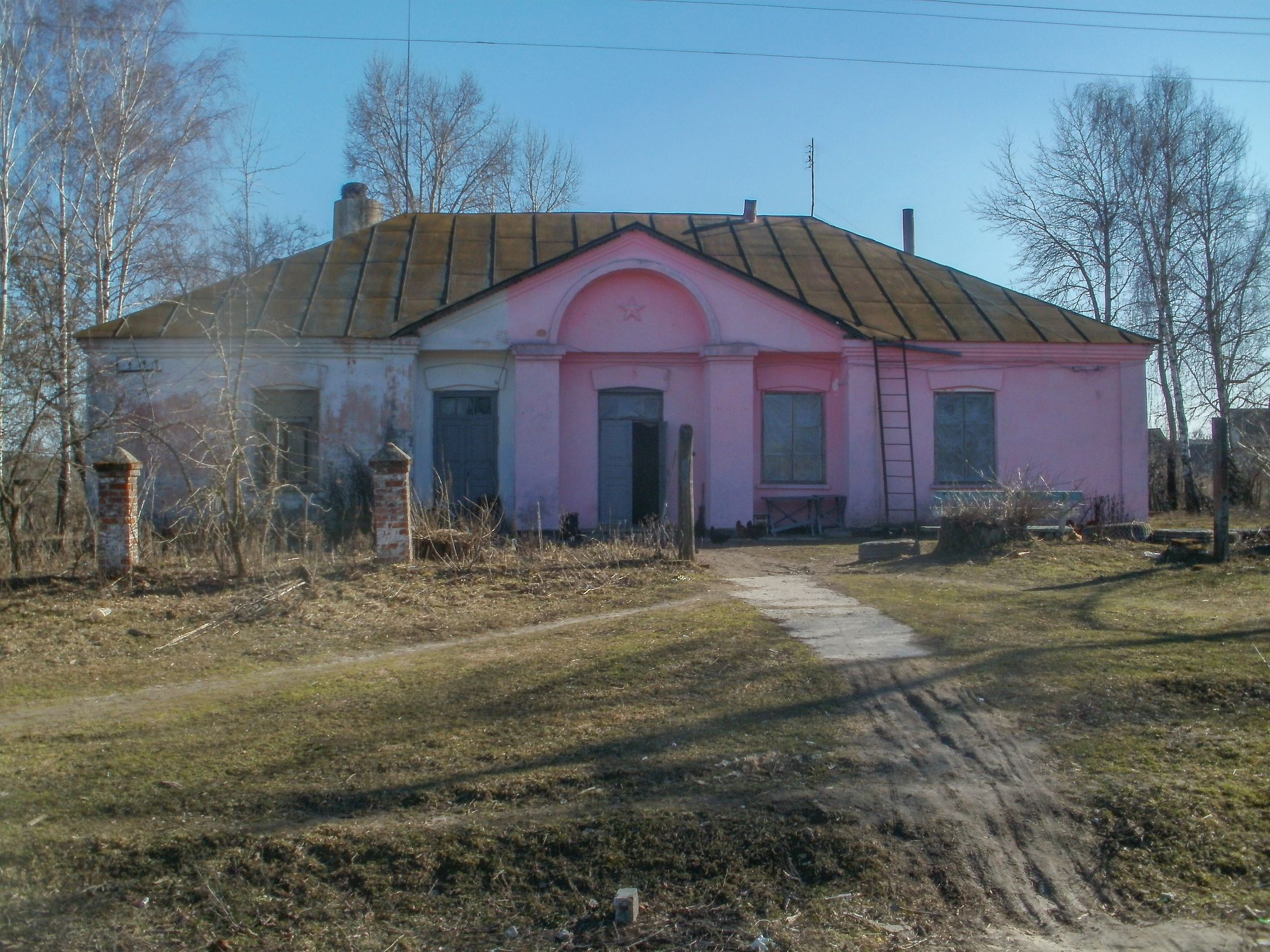
сільський гуртожиток
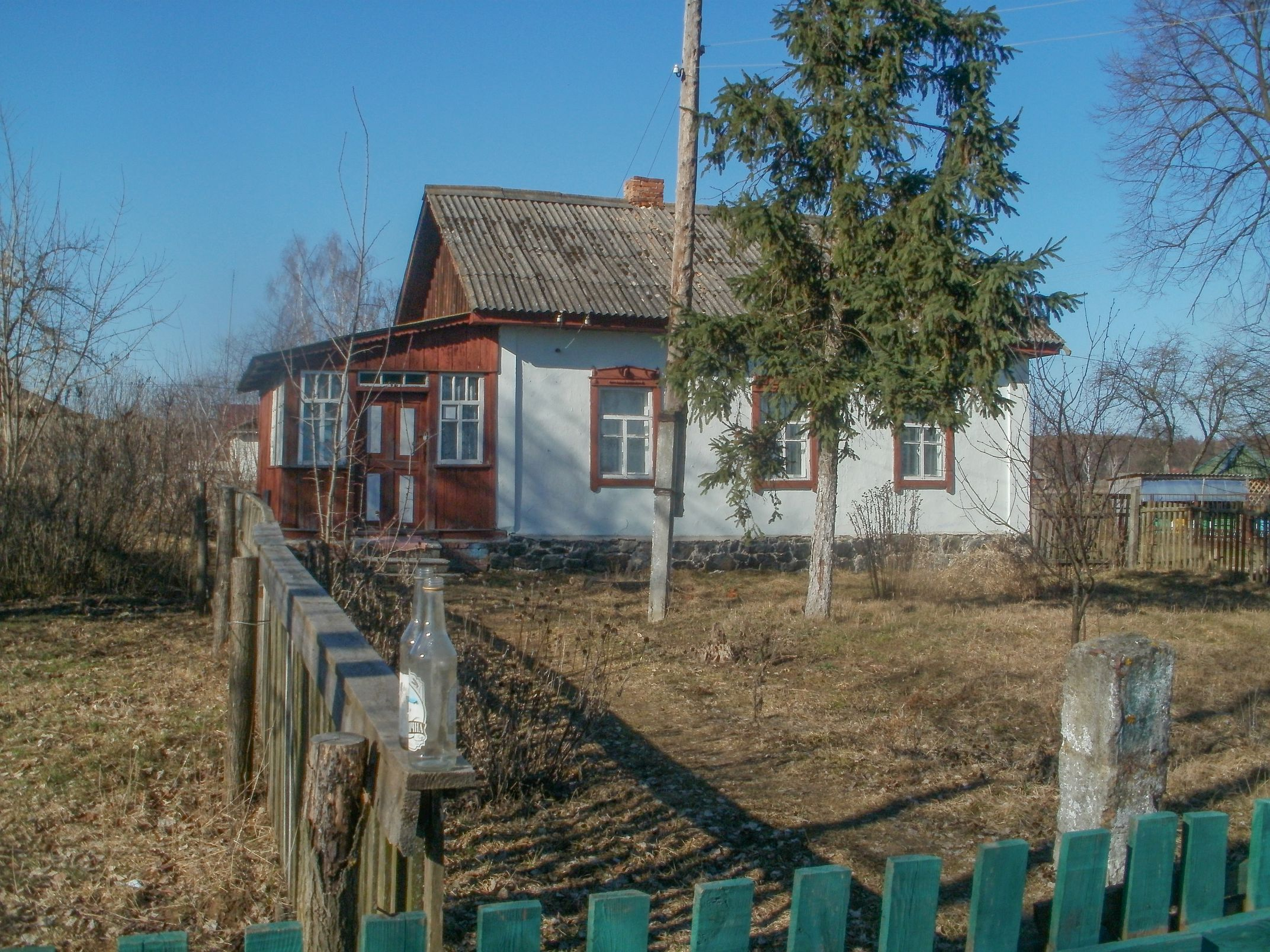
ФАП
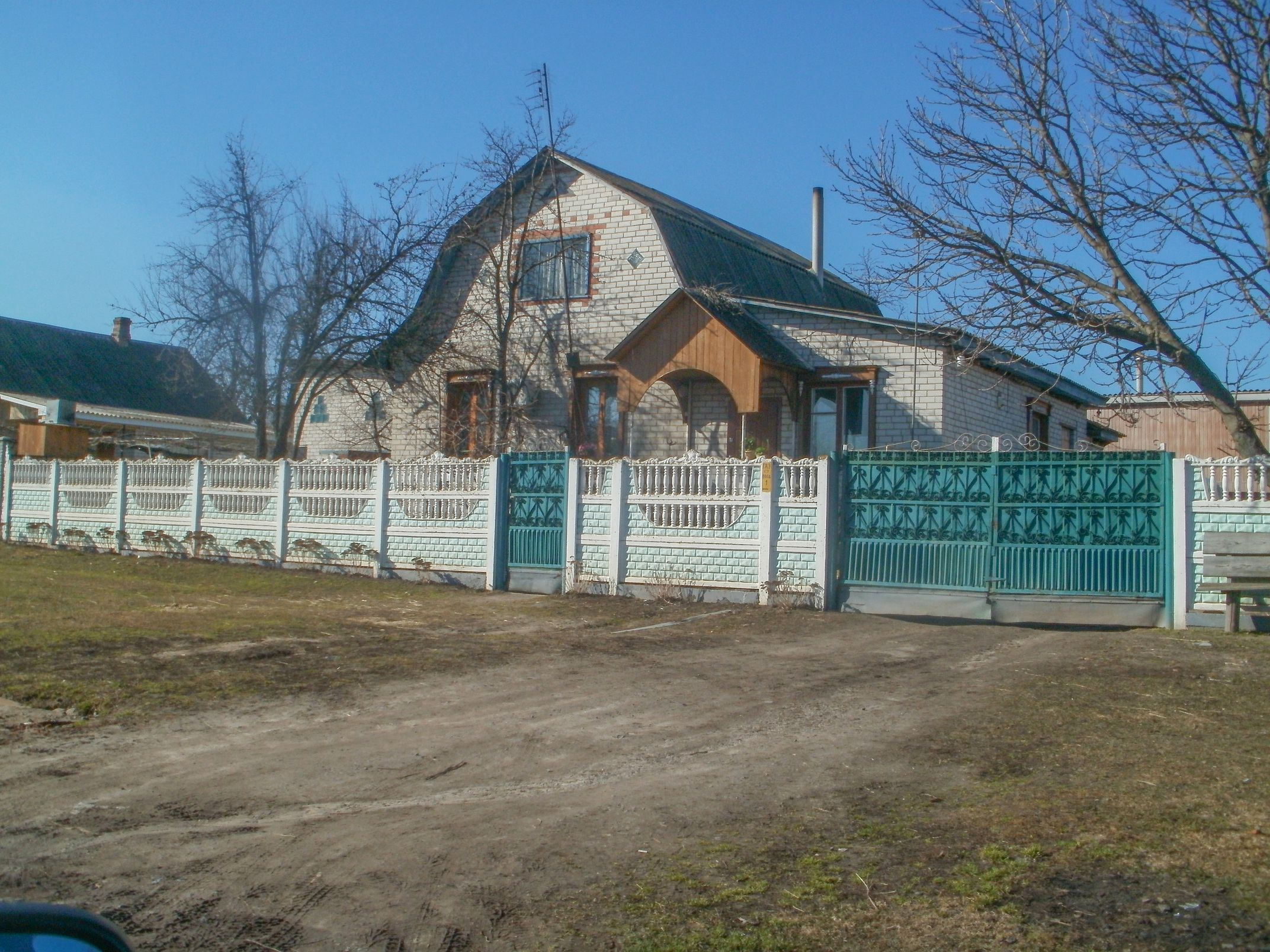
типова хата